# Воронівка (Конотопський район)
Вороні́вка — село в Україні, у Новослобідській сільській громаді Конотопського району Сумської області. Населення становить 117 осіб. До 2020 орган місцевого самоврядування — Мазівська сільська рада.

## Географія
Село Воронівка знаходиться за 1 км від правого берега річки Вільшанка. На відстані 1 км розташовані села Оріхівка і Мазівка. По селу протікає пересихаючий струмок з загатою.

## Історія
12 червня 2020 року, відповідно до розпорядження Кабінету Міністрів України № 723-р «Про визначення адміністративних центрів та затвердження територій територіальних громад Сумської області», село увійшло до складу Новослобідської сільської громади.
19 липня 2020 року, в результаті адміністративно-територіальної реформи та ліквідації Путивльського району, увійшло до складу новоутвореного Конотопського району.

## Відомі люди
- Воронін Василь Олексійович — начальник комбінату «Донецьквугілля», 1-й заступник Міністра вугільної промисловості Української РСР. Депутат Верховної Ради УРСР 10-го скликання. Член ЦК КПУ у 1976 — 1981 р.